# 618694 Gertrudegrice
618694 Gertrudegrice este o planetă minoră (asteroid) din centura de asteroizi. A fost descoperită pe 23 ianuarie 2012 la  de Norman Falla⁠(d). 
Obiectul prezintă o orbită caracterizată de o semiaxă mare de 2,7240987793579 UAi, o excentricitate de 0,13518229263221, o înclinație de 11,707910336711 ° în raport cu ecliptica.